# Дітер Рідель
Дітер Рідель (нім. Dieter Riedel, 16 вересня 1947; Гредіц) — східнонімецький футболіст, який грав на позиції нападника. Відомий за виступамі в клубі «Динамо» з Дрездена, у складі якого ставав п'ятиразовим чемпіоном НДР та дворазовим володарем Кубка НДР, а також у складі збірної НДР, у складі якої став олімпійським чемпіоном 1976 року.

## Клубна кар'єра
Дітер Рідель народився у місті Гредіц, та розпочав грати у футбол у місцевій команді «Шталь». У 1967 році він став гравцем клубу «Динамо» з Дрездена, у складі якого провів усю свою кар'єру гравця. У складі команди він відразу став одним із основних гравців атакувальної ланки команди, відзначившись 49 забитими м'ячами у 224 проведених матчах. У складі команди став п'ятиразовим чемпіоном НДР та дворазовим володарем Кубка НДР. У 1981 році закінчив виступи на футбольних полях. Після завершення виступів кілька років входив до тренерського штабу «Динамо», а в 1995—1997 роках був президентом дрезденського клубу.

## Виступи за збірну
У 1974 році Дітер Рідель дебютував у складі збірної НДР. У складі команди грав на Олімпійських ігор 1976 року, на яких став у складі збірної олімпійським чемпіоном. Усього у складі східнонімецької збірної зіграв 4 матчі, останній матч у складі збірної зіграв у 1978 році.

## Титули та досягнення
- Олімпійський чемпіон: 1976
- Чемпіон НДР (5):

«Динамо» (Дрезден): 1971, 1973, 1976, 1977, 1978
- Володар Кубка НДР (2): 1971, 1977